# Dinastia Sufida
La dinastia sufida fou un llinatge local que va governar a Coràsmia des de vers el 1360 fins al 1511.
A l'entorn del 1360 va aparèixer localment a Coràsmia una dinastia anomenada sufida o dels sufides, pel seu ancestre Aq Sufi (Sufi Blanc), de la tribu turca dels kongrat; la darrera moneda de l'Horda d'Or a Coràsmia està datada el 1361 i la primera de Husayn Sufi, el fundador de la dinastia, està datada el 1364.
La dinastia va perdre el poder el 1380 davant de Tamerlà però el va recuperar amb el suport del kan de l'Horda d'Or, Toktamish. El 1388 els sufides foren derrotats altre cop per Tamerlà que aquesta vegada va arrasar la seva capital Urgendj. Tot i així van conservar el poder com a vassals timurides o de vegades de l'Horda d'Or, i el 1505 sota l'autoritat de Muhammad Shaybani el fundador de l'emirat uzbek xibànida de Transoxiana que el 1510 va perdre Coràsmia davant Pèrsia. Fou llavors quan prengué el control local una dinastia uzbeca anomenada Arabshahida o dels Arabshahides derivada de Djoci el fill gran de Genguis Kan, i va suplantar al sufides (1511). Després del 1512 fou independent dels perses.